# Relações entre Brasil e Israel
As relações entre Brasil e Israel são relações exteriores entre a República Federativa do Brasil e o Estado de Israel. Os dois países estabeleceram relações diplomáticas em 7 de fevereiro de 1949. O Brasil possui uma embaixada em Tel Aviv e um consulado honorário em Haifa. Israel tem uma embaixada em Brasília e um consulado-geral em São Paulo. O atual embaixador de Israel no Brasil é Daniel Zohar Zonshine e o embaixador brasileiro no Estado judeu é Frederico Meyer.
Há atualmente cerca de 120 mil judeus no Brasil e mais de 25 mil brasileiros em Israel. É a décima maior do mundo e a segunda maior da América Latina, superada, apenas, pela população judaica argentina. A coletividade israelense no Brasil convive de modo exemplarmente pacífico com a comunidade de cerca de 12 milhões de árabes e seus descendentes.
É importante ressaltar que as relações entre Brasil e Israel se pautam em fortes vínculos humanos e culturais, tendo em vista a multissecular presença judaica no Brasil, primeiramente com as comunidades de cristãos-novos, em tempos coloniais, e, posteriormente, com a vinda de imigrantes judeus, nos séculos XIX e XX. A cooperação econômica tem crescido nos ramos bélico, de vigilância e militar.

## História

### Primórdios

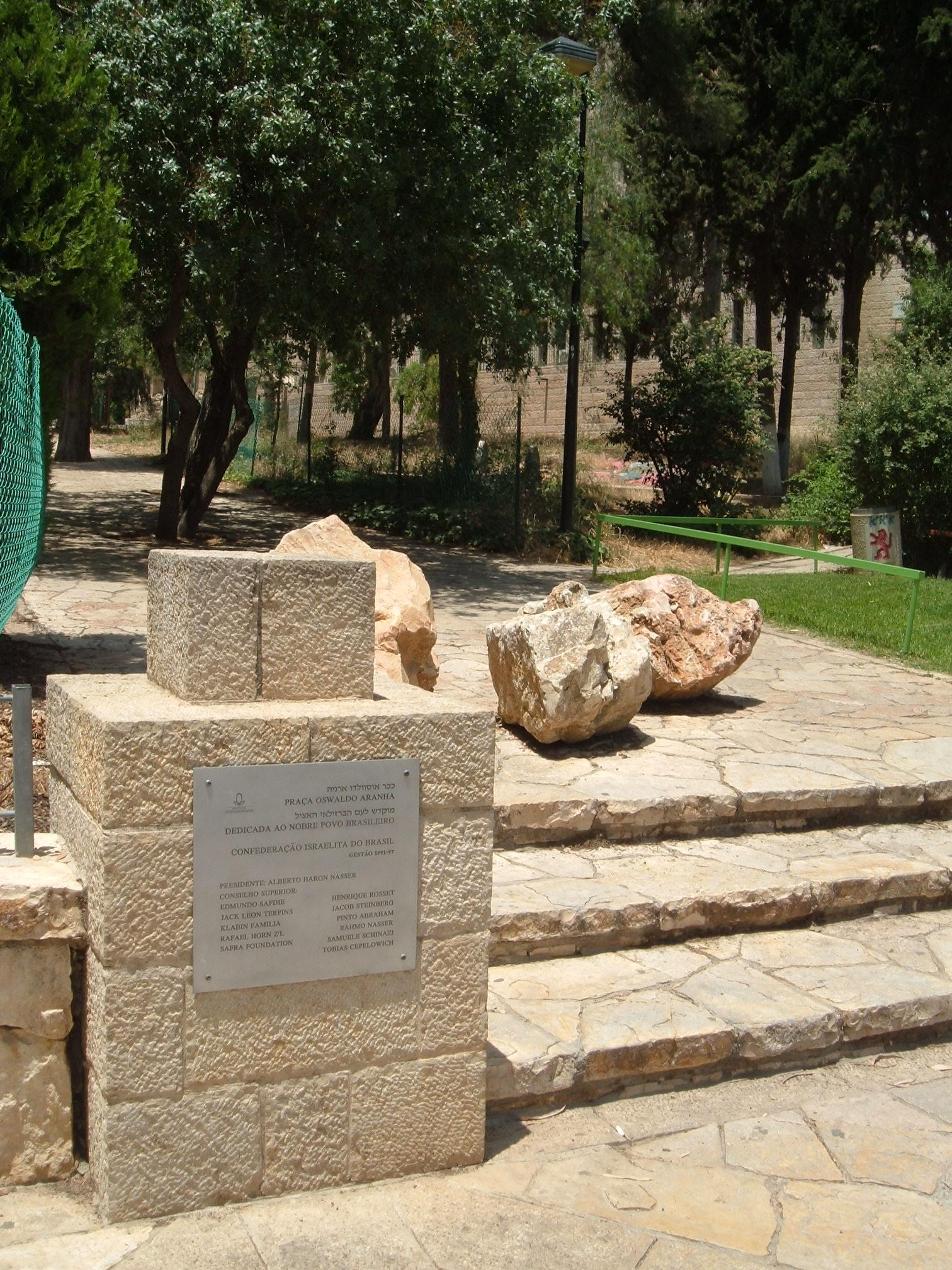
Placa em memória de Osvaldo Aranha em Jerusalém.

Ao participar da Segunda Guerra Mundial, o Brasil contribuiu para um momento decisivo da História, que assumiu importância vital para o destino do povo judeu. O exercício da Presidência da Assembleia Geral das Nações Unidas em 1947, que proclamou a partilha do mandato britânico sobre a Palestina, pelo então Ministro das Relações Exteriores do Brasil, Oswaldo Aranha, constituiu outro importante marco nas relações do Brasil com o nascente Estado de Israel. Pelo papel que desempenhou naquela ocasião, o Brasil possui compromisso moral em contribuir para a criação dos Estados de Israel e da Palestina.
O Brasil foi um dos primeiros países a reconhecer o Estado de Israel em 1949. Estabelecidas as relações entre os dois países, três anos depois o diplomata ministro José Fabrino de Oliveira Baião apresenta suas credenciais ao governo de Israel, em Tel Aviv, no dia 29 de março de 1952. Ao mesmo tempo, o primeiro representante de Israel no Brasil, David Shaltiel, apresentava suas credenciais ao presidente Getúlio Vargas.

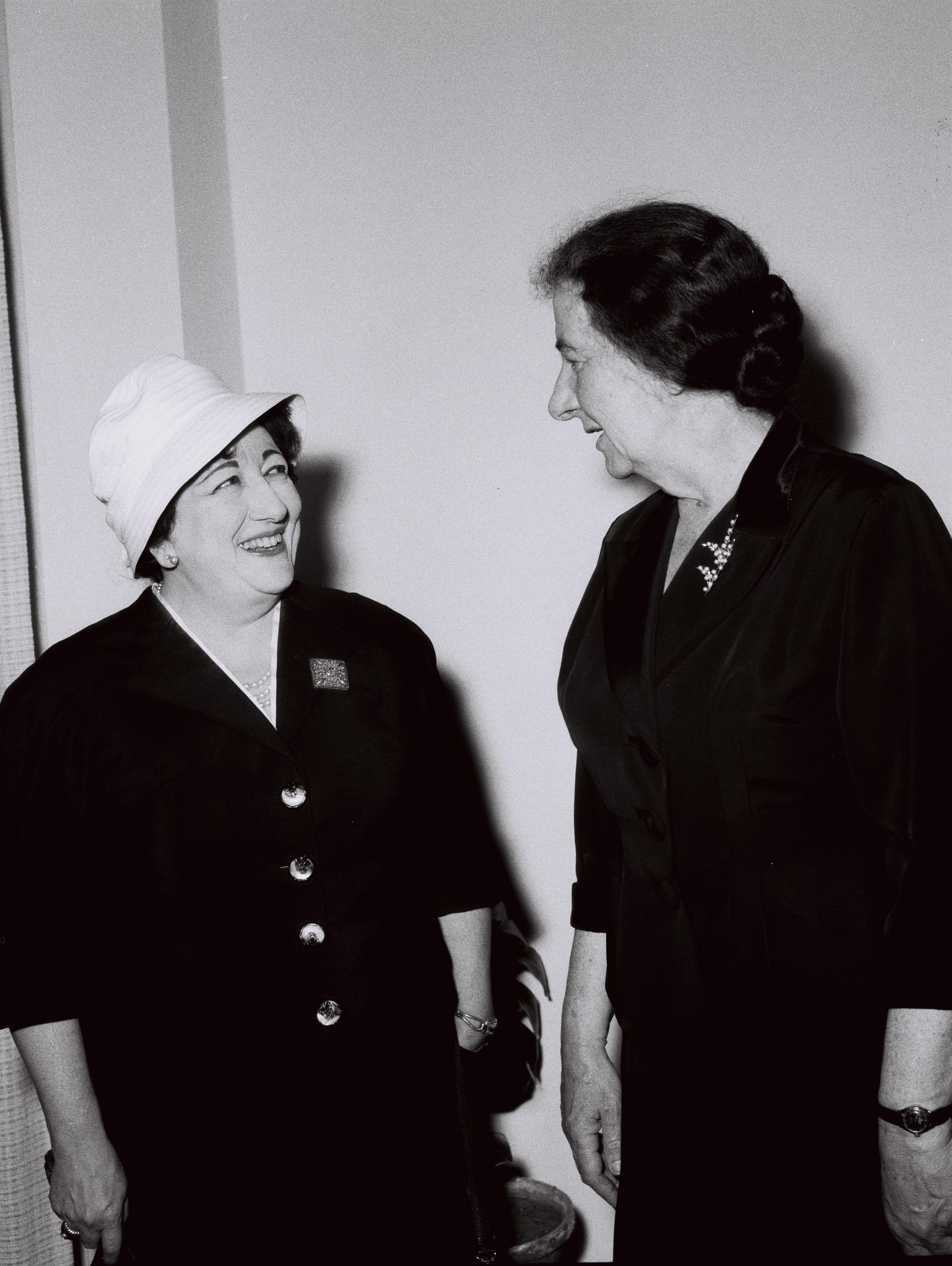
A ex-embaixadora do Brasil em Israel, Odette de Carvalho e Souza, em reunião com a então ministra das Relações Exteriores, Golda Meir.

As relações diplomáticas bilaterais datam de 1951, quando foi criada a Legação do Brasil em Tel Aviv, elevada, em 1958, à categoria de Embaixada. Já em 1955, Israel inaugurou sua Embaixada no Brasil, com David Shaltiel como seu 1º Embaixador até 1956. A Embaixada israelense foi transferida do Rio de Janeiro para Brasília em fevereiro de 1971, sendo que o atual prédio que abriga a chancelaria foi inaugurado no dia 11 de maio de 1978.
Brasil e Israel compartilham longa história de cooperação nas áreas técnica, científica e tecnológica. Desde os anos 1960, Israel contribui para o desenvolvimento da agricultura do semi-árido, por meio da difusão de técnicas de irrigação em regiões do Nordeste brasileiro. Além da cooperação interestatal, registra-se intenso diálogo entre instituições privadas ou não governamentais brasileiras e israelenses.
Durante o Regime Militar, o Brasil aprovou a resolução da ONU, de 10 de novembro de 1975, que equiparava o Sionismo ao Racismo, divergindo da maioria dos países latino-americanos, que se abstiveram. Na ocasião, por decisão do então presidente Ernesto Geisel, o Itamaraty votou pela aprovação da resolução, com vistas a melhorar as relações com os países árabes e obter vantagens na compra de petróleo. A resolução foi anulada pela Resolução 4686 da Assembleia Geral das Nações Unidas de 16 de Dezembro de 1991.
No início dos anos 1990, o adensamento das negociações entre israelenses e palestinos, por meio da Conferência de Madri e dos Acordos de Oslo, possibilitou a multiplicação do intercâmbio de visitas de altas autoridades brasileiras e israelenses.

### Século XXI

#### Governo Lula da Silva (2003 - 2010)

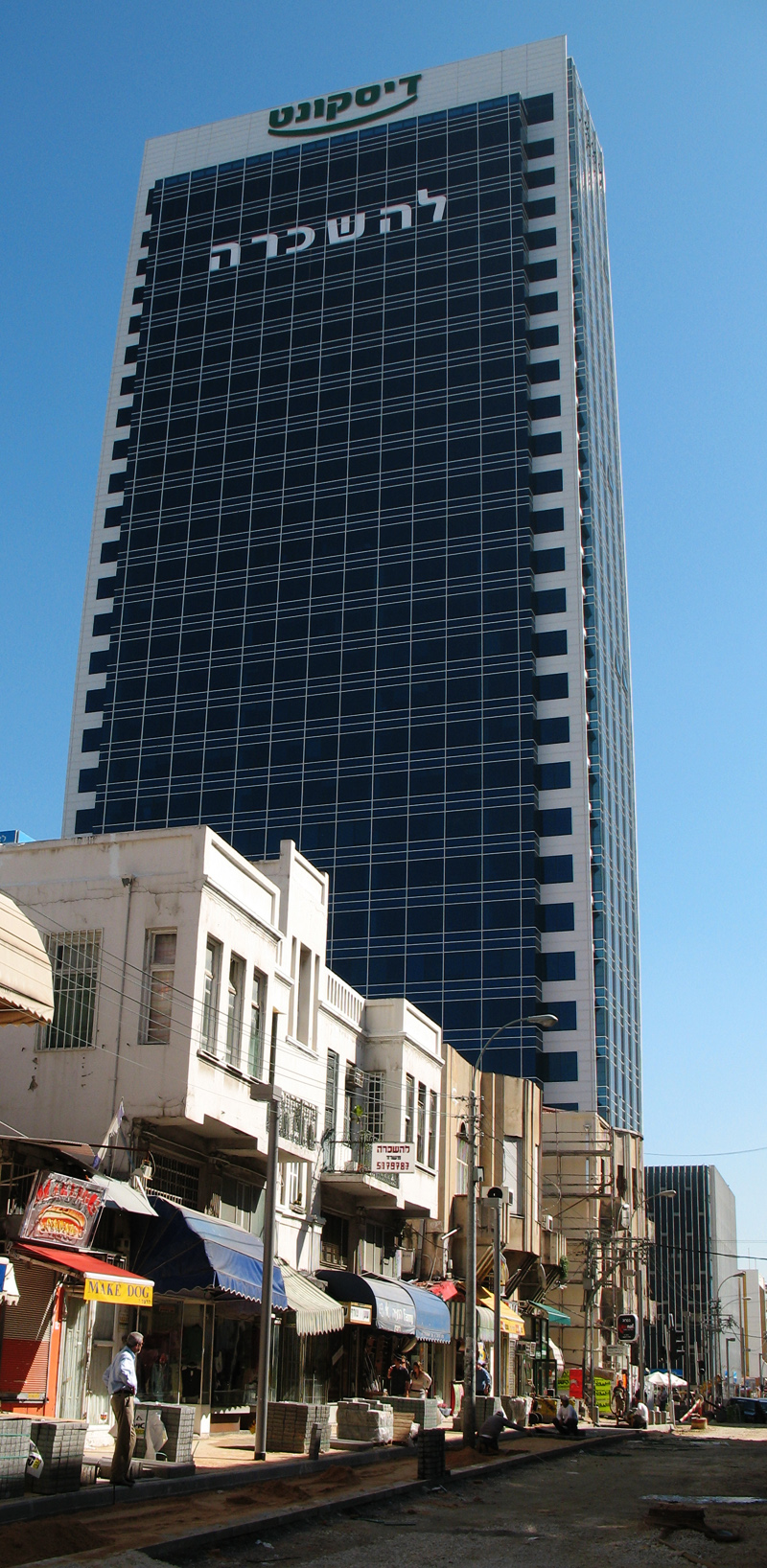
Edifício em Tel Aviv onde funcionam as Embaixadas do Brasil e da Austrália.

A definição do Oriente Médio como prioridade da política externa do então Lula possibilitou não apenas a aproximação com países árabes e islâmicos da região, mas também com Israel. O Governo brasileiro crê que uma solução definitiva para o conflito só poderá ser alcançada mediante diálogo entre as partes e dispõe-se, caso se julgue conveniente, a prestar sua contribuição ao processo de paz. Não há intenção, por parte do Brasil, de assumir posicionamento parcial, mas de, por meio de sua atuação externa, contribuir para melhor entendimento entre israelenses e palestinos. Nesse sentido, o País apoia a convocação de conferências de paz que incluam, também, a participação de Estados extra-regionais, inclusive em desenvolvimento, dotados de perfil conciliador e capazes de arejar o processo de paz.
Nesse sentido, a intensificação das relações com o Mundo Árabe tem ocorrido sem prejuízo do bom relacionamento com o Estado de Israel, a ponto de, em 18 de dezembro de 2007, ter sido assinado Acordo de Livre Comércio entre esse país e o Mercosul, constituindo-se Israel no primeiro parceiro extra-regional a firmar tal instrumento com o bloco. Trata-se de acordo de abertura de mercados que cobre, também, comércio de bens, regras de origem, salvaguardas, cooperação em normas técnicas, sanitárias e fitossanitárias, cooperação tecnológica e técnica e cooperação aduaneira. Já em 10 de novembro de 2009, o presidente israelense, Shimon Peres, iniciou uma viagem de cinco dias ao Brasil, onde visitou Brasília, São Paulo e o Rio de Janeiro. A essa visita seguiu-se a vinda ao Brasil do presidente do Irã; a aproximação incondicional entre Brasil e Irã, tem causado preocupação entre judeus brasileiros, assim como entre outros grupos comprometidos com os direitos humanos, como homossexuais e Bahais.
Em resposta a visita de Shimon Peres ao Brasil, o então presidente Luiz Inácio Lula da Silva iniciou no dia 14 de março de 2010 uma viagem de três dias a Israel, a primeira de um presidente brasileiro. Lula se encontrou com políticos israelenses, fez um discurso na Knesset e visitou o Museu do Holocausto (Yad Vashem).

#### Governo Jair Bolsonaro

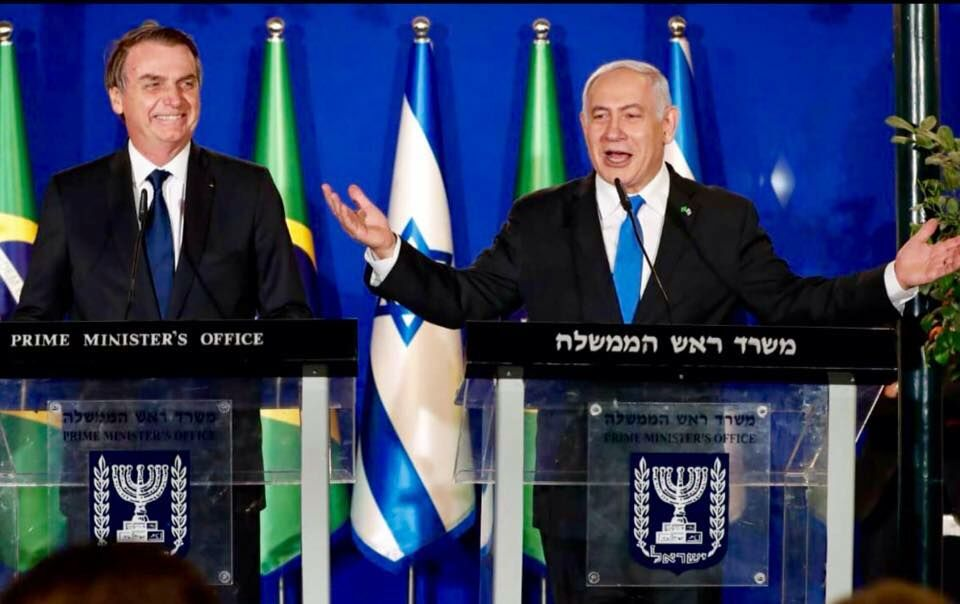
O Presidente Jair Bolsonaro discursa ao lado de Benjamin Netanyahu, em visita a Israel, em março de 2019.

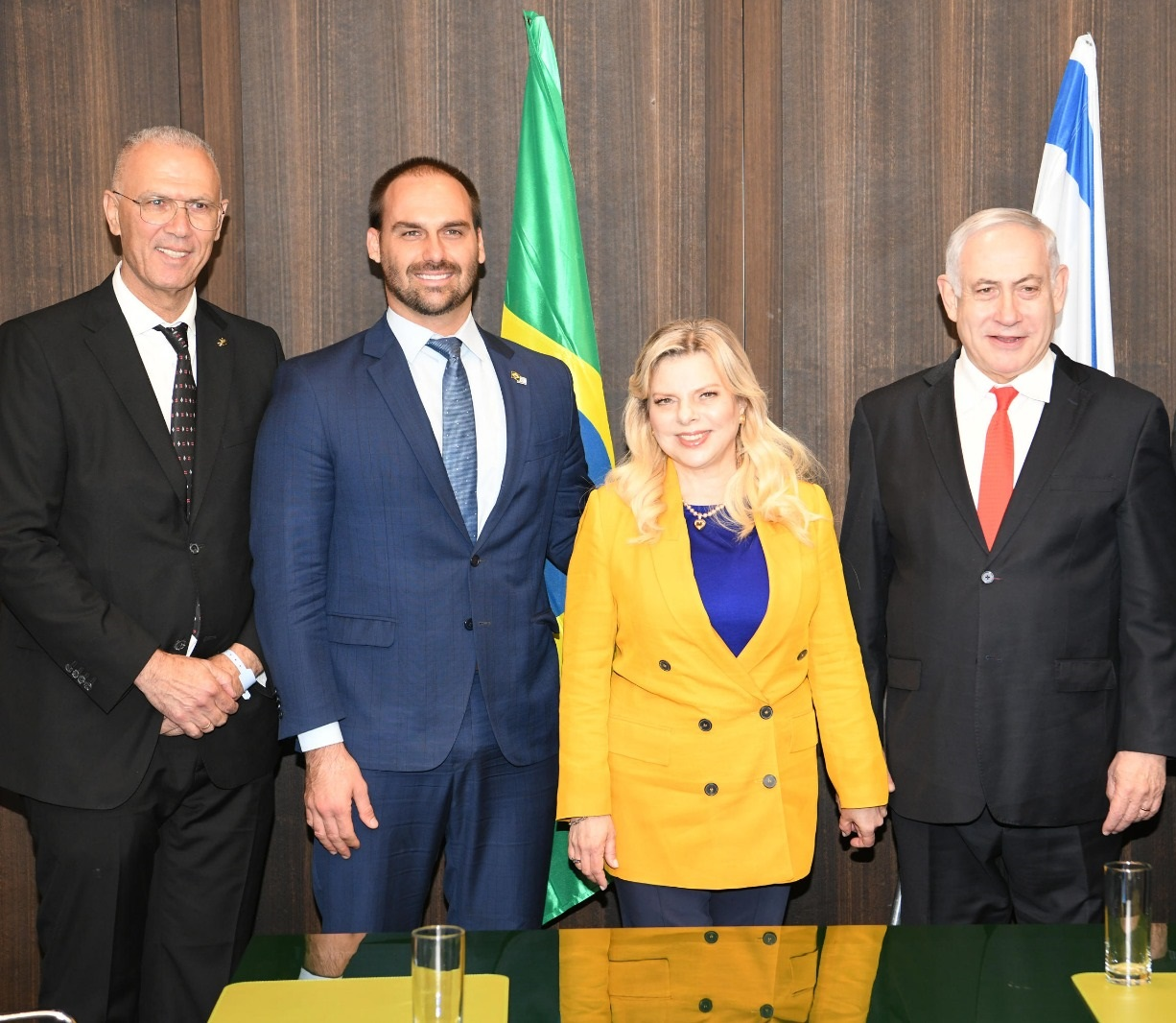
O embaixador Yossi Shelley, o deputado federal Eduardo Bolsonaro, a primeira-dama israelense Sara Netanyahu e o primeiro-ministro de Israel Benjamin Netanyahu na abertura do escritório da Apex-Brasil, em Jerusalém, em dezembro de 2019.

A visita do primeiro-ministro Benjamin Netanyahu ao Brasil, entre dezembro de 2018 e janeiro de 2019, marcou a primeira viagem oficial de um primeiro-ministro de Israel. O primeiro-ministro desembarcou no Brasil em 28 de dezembro de 2018, no Rio de Janeiro, para uma visita de cinco dias. Ele a primeira-dama israelense Sara Netanyahu foram recebidos pelo embaixador de Israel no Brasil, Yossi Shelley, pelo deputado federal Eduardo Bolsonaro, filho do presidente eleito Jair Bolsonaro, e pelo prefeito da cidade, Marcelo Crivella. O primeiro compromisso de Netanyahu foi no Forte de Copacabana, onde se reuniu com Jair Bolsonaro, além dos futuros ministros da Economia, Paulo Guedes, Relações Exteriores, Ernesto Araújo e Defesa, Fernando Azevedo e Silva. O primeiro-ministro Netanyahu convidou o presidente eleito Bolsonaro a visitar Israel. Eles concordaram em fortalecer a cooperação agrícola em setores como economia, segurança, gestão da água, agricultura e tecnologia.
Atendendo ao convite do Primeiro-Ministro de Israel, Benjamin Netanyahu, a primeira visita oficial do presidente Jair Bolsonaro foi a Israel. A viagem ocorreu no dia 31 de março de 2019, e foi a primeira vez que um mandatário do Brasil prestigiou o país com uma viagem oficial logo no início do seu mandato.
A visita resultou em acordos nos campos da ciência e tecnologia; defesa; segurança pública; aviação civil; segurança cibernética; e saúde. Assim como negociações para estabelecer um escritório em Jerusalém para a promoção do comércio, investimento, tecnologia e inovação, a ser coordenado pelo Ministério das Relações Exteriores. Bolsonaro também visitou um dos locais símbolos do judaísmo, o Muro das Lamentações.

#### Governo Lula da Silva (2023- )
Em 18 de fevereiro de 2024, em uma coletiva em Adis Abeba, o presidente Lula comparou a atuação de Israel na Guerra Israel-Hamas e comparando a situação em Gaza com o Holocausto: “... na Faixa de Gaza não está acontecendo uma guerra, mas um genocídio?” e completou, "o que está acontecendo na Faixa de Gaza e com o povo palestino não existe em nenhum outro momento histórico. Aliás, existiu: quando o Hitler resolveu matar os judeus".
Em resposta, o primeiro-ministro de Israel, Benjamin Netanyahu, criticou duramente a fala e disse: "Hoje, o presidente do Brasil, comparou a guerra de Israel em Gaza contra o Hamas – uma organização terrorista e genocida – ao Holocausto. O presidente Silva desonrou a memória de 6 milhões de judeus assassinados pelos nazistas. E demonizou o estado judeu como o antissemita mais virulento. Ele deveria ter vergonha de si mesmo”.
O ministro das Relações Exteriores de Israel, Israel Katz, publicou no X: “As palavras do presidente do Brasil são vergonhosas e graves. Ninguém prejudicará o direito de Israel se defender” e disse que ira repreender o embaixador brasileiro em Tel Aviv.
O grupo extremista Hamas elogiou, em seu canal no Telegram, o presidente brasileiro: "a declaração surge no contexto de uma descrição precisa daquilo a que o nosso povo está exposto".
No dia 19 de fevereiro de 2024, o governo de Israel declarou o presidente Luiz Inácio Lula da Silva persona non grata, o que significa que o presidente Lula não seria bem-vindo no território israelense, mantendo essa posição até que o presidente se retrate publicamente pelas suas falas. Ainda no dia 19 de fevereiro, o Palácio do Itamaraty convocou o embaixador brasileiro, Frederico Meyer, de volta ao Brasil.

## Acordos de cooperação
Energia

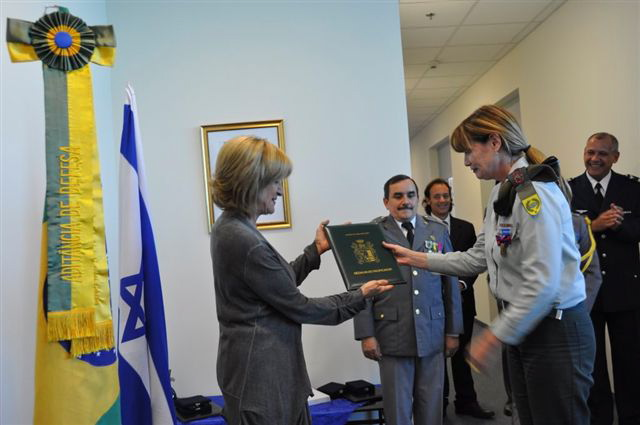
A embaixadora do Brasil em Israel, a Sra. Maria Alicia Bregner, entrega uma medalha à Coronel Hanny Caspi (à direita), das FDI. A medalha foi dada à Cel. Caspi para honrar sua contribuição na promoção da cooperação de segurança entre o Tsahal e o Exército Brasileiro. A embaixadora também mencionou estar animada que a chefe do departamento seja uma mulher.

Os dois governos concordaram em cooperar em diversos setores, como petróleo e gás, termoeletricidade e energias renováveis. No campo da energia e da mineração, eles reconheceram o papel transformador da inovação, da robótica e da segurança cibernética. Como dois produtores relevantes de gás natural, os dois países intercambiarão melhores práticas sobre a concepção dos mercados domésticos de gás natural.
Ciência, Tecnologia e Inovação
Durante a visita do presidente Jair Bolsonaro a Israel foi assinado Acordo de Cooperação em Ciência e Tecnologia, que permitirá o lançamento de novas iniciativas no campo da ciência e tecnologia.
Cultura
Na área cultural, Brasil e Israel também têm desenvolvido laços de cooperação. Em 2009, foi assinado, em Brasília, o Acordo de Coprodução Cinematográfica entre os governos dos dois países. Ele foi aprovado pelo Congresso Nacional em novembro de 2016 e promulgado pelo Presidente Michel Temer em maio de 2017, a fim de favorecer o desenvolvimento da produção cinematográfica e televisiva, assim como incentivar o desenvolvimento dos vínculos culturais e tecnológicos entre os dois países.[12]
Aviação Civil
Os países celebraram um acordo de serviços aéreos para aumentar a conectividade entre e aumentar a liberdade operacional das companhias aéreas, o que ajudará a fortalecer os laços entre as suas sociedades.
Defesa
Os países assinaram Acordo de Cooperação em Matéria de Defesa, que fornece arcabouço legal para iniciativas militares conjuntas e abre caminho para laços mais estreitos neste campo.

## Missões de ajuda humanitária
Rompimento da barragem de Brumadinho

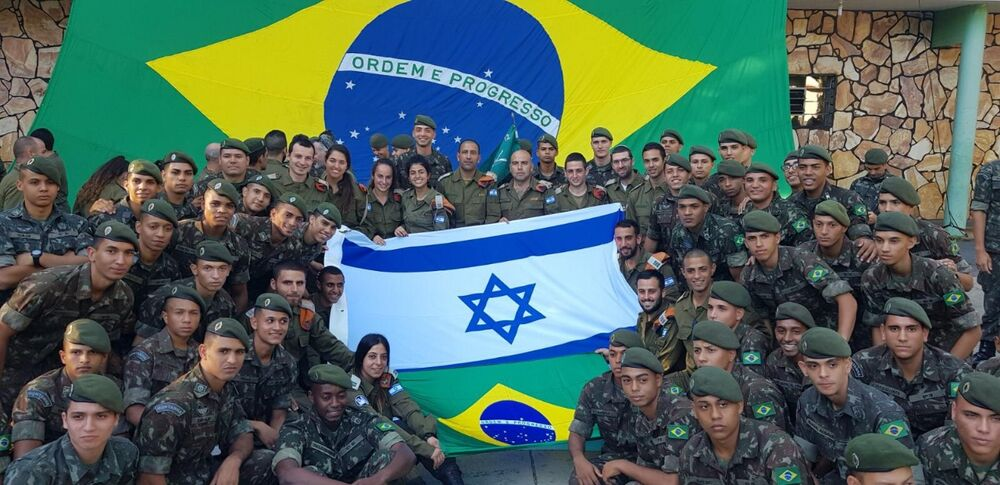
Militares de Brasil e Israel que participaram da operação de resgate em Brumadinho, em janeiro de 2019.

Em janeiro de 2019, Israel auxiliou o Brasil em um dos maiores desastres da história brasileira, a ruptura da barragem de Brumadinho, em Minas Gerais. O país foi o único a oferecer assistência na ocasião. A tragédia vitimou 270 pessoas e causou grandes perdas ambientais e patrimoniais. Logo após o colapso da estrutura, o primeiro-ministro Benjamin Netanyahu determinou o envio de uma tropa de cerca de 130 pessoas ao Brasil para ajudar na localização de vítimas. O governo israelense enviou equipes de resgate e equipamentos para localizar vítimas em meio à lama, em uma operação comandada pelas Forças de Defesa de Israel (IDF) e articulada pela embaixada de Israel no Brasil. O embaixador de Israel, Yossi Shelley, acompanhou pessoalmente as buscas. Em quatro dias de operação, a missão israelense localizou 35 pessoas desaparecidas, sem sobreviventes. Como forma de reconhecimento ao auxílio israelense, o governador Romeu Zema homenageou os integrantes da missão pelos esforços conjuntos com as equipes brasileiras.
Incêndios na Amazônia

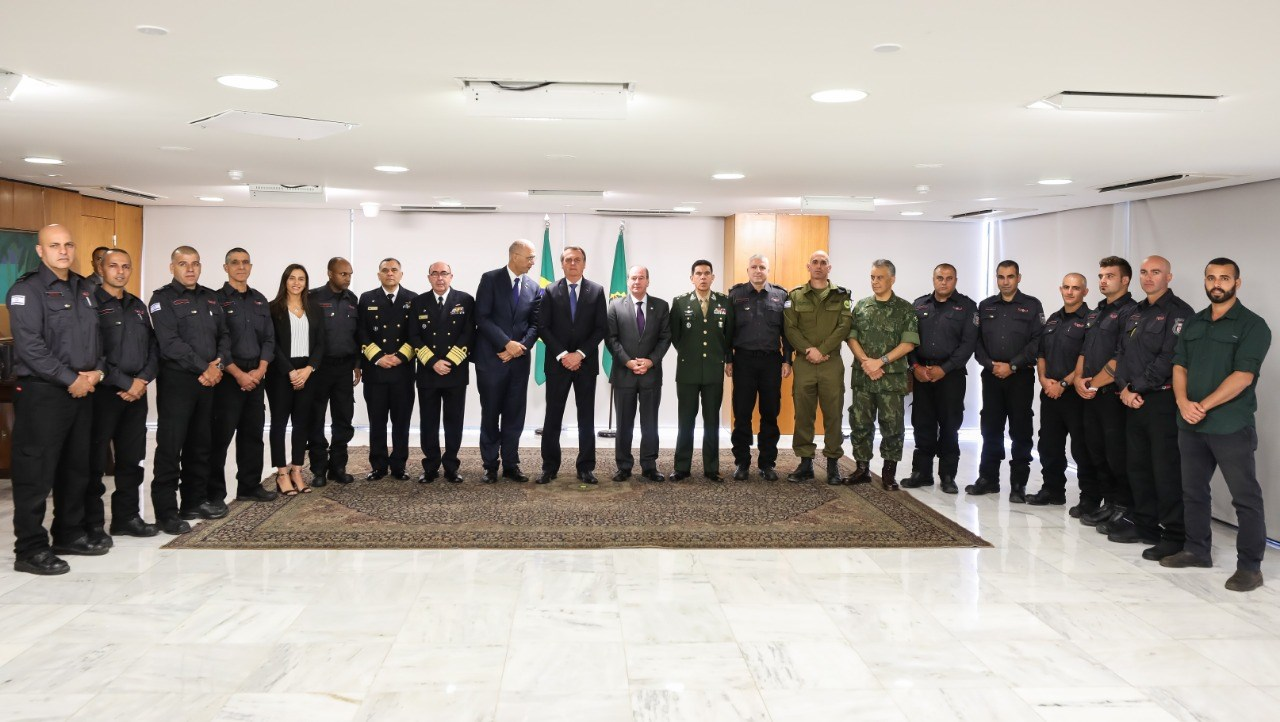
Presidente Jair Bolsonaro recebe bombeiros israelenses no Palácio do Planalto em setembro de 2019.

Os incêndios florestais na Amazônia em setembro de 2019 mobilizaram lideranças em todo o mundo. O estado de Israel enviou ao Brasil uma equipe de onze especialistas em combate ao fogo para auxiliar nos trabalhos contra as queimadas na região Norte.  A missão recebida em Brasília pelo presidente da República, Jair Bolsonaro, auxiliou as equipes brasileiras que estavam na linha de frente do combate na região de Rondônia. Sob o comando do adido militar de Israel Oded Knaan, os 11 profissionais desembarcaram em Porto Velho no dia 5 de setembro e participaram com 39 militares brasileiros das ações de combate ao fogo. Para ajudar nos trabalhos na Amazônia, o grupo trouxe equipamentos de alta tecnologia e trocaram experiências com os bombeiros brasileiros.
Missão de repatriação na Bolívia

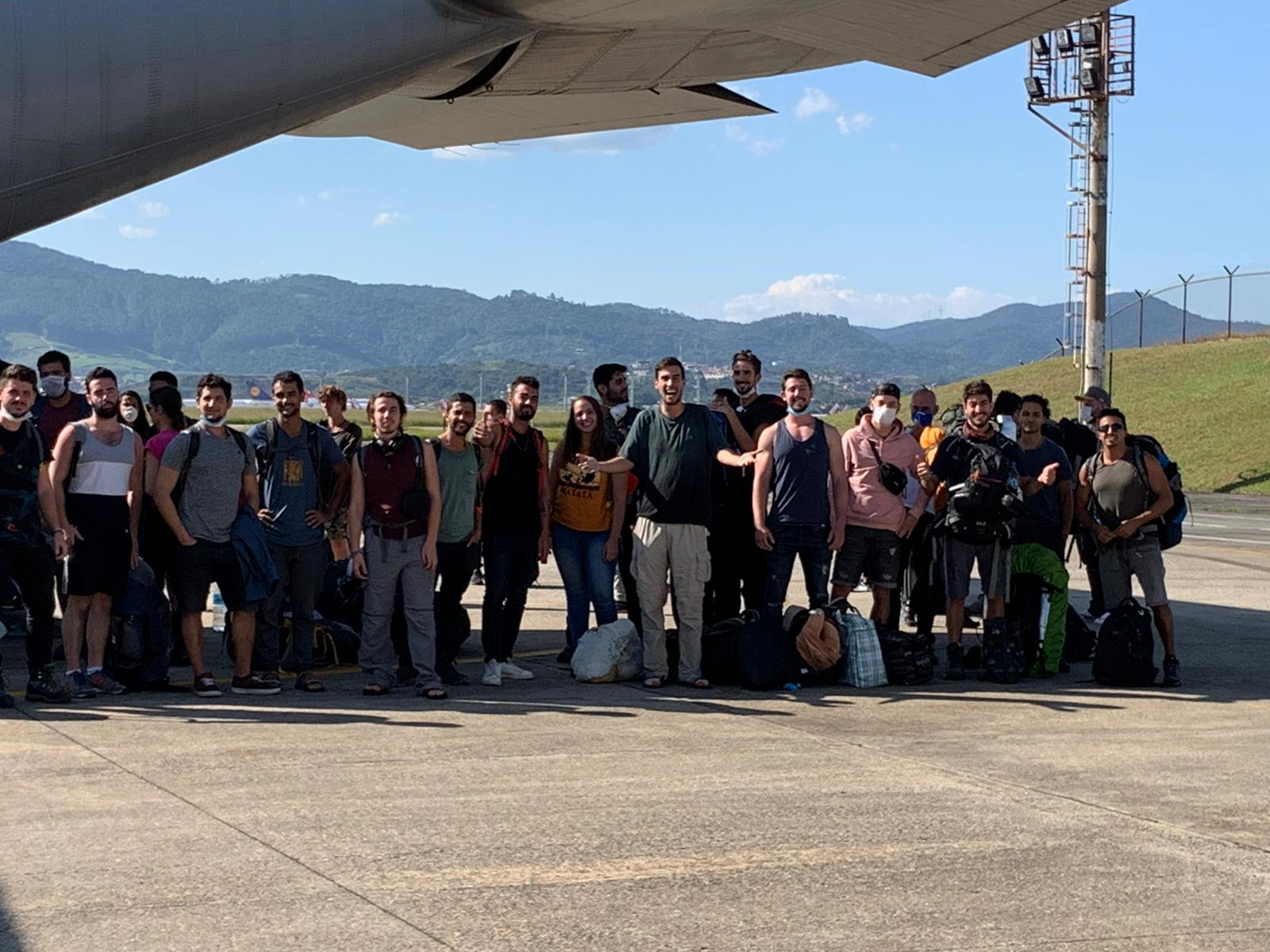
Grupo de viajantes que foram resgatados na Bolívia em março de 2020 com a coordenação da embaixada de Israel no Brasil.

Em 28 de março de 2020, o Ministério das Relações Exteriores de Israel, com a coordenação da embaixada de Israel no Brasil e o apoio do Itamaraty, conduziu uma complexa operação para retirar cidadãos israelenses, brasileiros e de outras nacionalidades que estavam retidos na Bolívia após o fechamento das fronteiras do país devido à pandemia do coronavírus. Foi o primeiro grupo de estrangeiros autorizado a deixar a Bolívia após o início da crise provocada pela COVID-19. O governo boliviano também colaborou para o sucesso da missão.
No total, 56 viajantes foram resgatados e seguiram para seus países de origem, entre eles: 24 brasileiros, 23 israelenses, três australianos, dois canadenses, dois cingapurianos e dois húngaros. As pessoas foram retirados por um avião particular, providenciado pela embaixada de Israel no Brasil, de cinco pontos diferentes na Bolívia, até a cidade de Santa Cruz de la Sierra. Em seguida, decolaram em um avião do exército boliviano para o Aeroporto Internacional de Guarulhos, em São Paulo.

## Questões controversas
Em 2 de março de 2023, o porta-voz do Itamaraty, Lior Haiat, criticou fortemente o governo brasileiro de Luiz Inácio Lula da Silva por permitir a atracação de dois navios de guerra iranianos no Rio de Janeiro. Haiat considerou esta decisão um “desenvolvimento perigoso e lamentável” e instou o Brasil a enviar imediatamente os navios de guerra.